# Mamoru Oshii
Mamoru Oshii (押井守, Oshii Mamoru) (Ota (Tokio), 8 augustus 1951) is een Japans film- en televisieregisseur, scenarioschrijver en mangaka. Hij staat vooral bekend om zijn filosofische thema’s in zijn werken. Oshii heeft enkele populaire anime geregisseerd, waaronder Urusei Yatsura 2: Beautiful Dreamer, Ghost in the Shell en Patlabor 2. Hij wordt tevens gezien als de maker van de eerste OVA: Dallos.

## Carrière
Als student raakte Mamoru Oshii geïnteresseerd in het vak van regisseur door de film La Jetée van Chris Marker. Hij keek ook vaak naar Europese fims, waaronder die van Federico Fellini, Ingmar Bergman, Michelangelo Antonioni en Jean-Pierre Melville.
In 1976 studeerde Oshii af aan de Universiteit Tokyo Gakugei . Het jaar erop ging hij werken bij Tatsunoko Production, waar hij zijn eerste anime maakte: Ippatsu Kanta-kun. Tijdens zijn periode bij Tatsunoko werkte Oshii als storyboardtekenaar voor verschillende anime, waaronder de televisiereeks Time Bokan. In 1980 vertrok Oshii naar Studio Pierrot.
Mamoru Oshii kreeg bekendheid als regisseur door zijn werk op het gebied van de serie Urusei Yatsura. Mede door dit succes mocht hij twee films gebaseerd op deze serie regisseren: Urusei Yatsura: Only You (1983) en Urusei Yatsura 2: Beautiful Dreamer (1984). In deze films werd al deels Oshii’s filosofische stijl, waar hij later bekend om zou komen te staan, toegepast.
Tijdens zijn periode bij Studio Pierrot, kluste Oshii ook bij als regisseur van onafhankelijke producties. Zo maakte hij in 1983 de eerste OVA: Dallos. In 1984, Oshii left Studio Pierrot. In 1985 vertrok hij naar Studio Deen, waar hij de surrealistische film Angel's Egg schreef en regisseerde. De producer van de film, Toshio Suzuki, richtte later samen met Hayao Miyazaki en Isao Takahata Studio Ghibli op. Bij deze studio werkte Oshii aan een nieuwe film, Anchor, maar deze werd uiteindelijk niet gemaakt vanwege onenigheid tussen Oshii, Miyazaki en Takahata.
Eind jaren 80 kreeg Oshii van zijn vriend Kazunori Itō een uitnodiging om bij Headgear te komen werken als regisseur. De groep bestond uit Kazunori Itō (scenarioschrijver), Masami Yuki (mangaka), Yutaka Izubuchi (technisch ontwerper), Akemi Takada (personage-ontwerper) en Mamoru Oshii (regisseur). Samen waren ze verantwoordelijk voor de televisieserie Patlabor en de hierbij horende OVA en films. Deze serie was een groot succes in het mecha-genre.
Tussen de producties van de Patlabor-films door, ging Oshii zich voor het eerst bezighouden met live-action. Zijn eerste niet-animatiefilm was The Red Spectacles uit 1987. De film sloeg aan en leidde tot een tweede live-action film: Stray Dog: Kerberos Panzer Cops (1991). Beide films maken deel uit van de nog altijd lopende Kerberos-saga. In 1992 maakte Oshii nog een derde live-action film: Talking Head, waarin hij zijn surrealistische kijk op de filmindustrie gaf.
In 1995 bracht Oshii zijn cyberpunk-film Ghost in the Shell uit. Het werd zijn grootste succes buiten Japan tot dusver; de film bereikte in de Verenigde Staten de eerste plaats van de Billboard videohitlijst in 1996.
Na een hiaat van vijf jaar, keerde Oshii terug live-action films met de Japans-Poolse coproductie Avalon. Deze werd onder andere vertoond op het Filmfestival van Cannes in 2001. In 2004 maakte Oshii een vervolg op Ghost in the Shell: Ghost in the Shell 2: Innocence (2004). Deze film werd als eerste anime ooit genomineerd voor een Gouden Palm op het Filmfestival van Cannes.
Oshii werd gevraagd als regisseur voor The Animatrix, maar moest dit afslaan vanwege zijn werk aan Innocence. Tevens sloeg hij een aanbod om mee te werken aan Paris, je t'aime af.
De volgende film van Oshii, The Sky Crawlers (2008), leverde hem een nominatie op voor een Gouden Leeuw. Verder schreef Oshii het script voor Production I.G-film Musashi: The Dream of the Last Samurai, welke mogelijk de eerste anime-documentaire wordt. In 2009 schreef en regisseerde hij de live-action film Assault Girls.
Het volgende project van Oshii wordt een bewerking van de manga Tetsujin-28.

## Stijl
Volgens Oshii is zijn manier van regisseren in sterk contrast met de traditionele opzet van Hollywood-films. Naar zijn mening zijn visuele beelden het belangrijkste aspect van een film, met daarna het verhaal en als laatste pas de personages. Tevens is zijn primaire motivatie voor het maken van films “het scheppen van een wereld anders dan de onze”.
De films van Oshii beginnen doorgaans met een actiescène, maar daarna krijgt het verhaal een rustigere ondertoon die af en toe onderbroken wordt door nieuwe actiescènes. Tevens bevatten veel van zijn films montagescènes, waarin beelden zonder dialoog en enkel begeleiding van muziek worden getoond. Deze duren doorgaans 2 minuten. Andere regelmatig terugkerende elementen in zijn films zijn reflecties/spiegels, zwermen vogels, en basset hounds gelijk aan zijn eigen. De basset hound komt vooral prominent voor in Ghost in the Shell 2: Innocence, en Avalon.
Oshii staat er tevens om bekend hoe hij bij verfilmingen vaak sterk afwijkt van het bronmateriaal. Bij zowel Urusei Yatsura, Patlabor, als Ghost in the Shell waren de originele manga meer in de stijl van slapstick-comedy of comedy-drama. De verfilmingen van Oshii hebben juist een duistere, langzamere sfeer.

## Prijzen en nominaties
Animation Kobe:
- 1996: Feature Film Award (Ghost in the Shell)[26]
- 2004: Feature Film Award (Ghost in the Shell 2: Innocence)[26]

Filmfestival van Cannes
- 2004: nominatie voor de Gouden Palm (Ghost in the Shell 2: Innocence)[27]

London Sci-Fi Film Festival:
- 2002: Best Feature Film (Avalon)[28]

Mainichi Film Concours:
- 1993: Beste animatiefilm (Patlabor 2: The Movie)[29]
- 2008: Best Animated Film (The Sky Crawlers)[30]

Nihon SF Taisho Award:
- 2004: 25e Nihon SF Taisho Award (Ghost in the Shell 2: Innocence)[31]

Sitges - Catalonian International Film Festival:
- 2004: Orient Express Award (Ghost in the Shell 2: Innocence)[32]

Filmfestival van Venetië:
- 2008: nominatie voor Gouden leeuw (The Sky Crawlers)[33]
- 2008: Future Film Festival Digital Award (The Sky Crawlers)[34]